# Список правителей Саксонии

Герб Саксонии

В данной статье перечислены правители государственных образований на территории Саксонии: герцоги Саксонии, курфюрсты Саксонии и короли Саксонии, а также правители герцогств Саксен-Виттенберг, Саксен-Лауэнбург и веттинских саксонских герцогств.

## Герцоги Саксонии
Исходное герцогство Саксония располагалось на территории, занятой племенами саксов в северо-западной части современной Германии. В его состав входили современная федеральная земля Нижняя Саксония, Вестфалия, а также западная часть земли Саксония-Анхальт.
Племенные вожди саксов
- Хадугато (ум. после 531)
- Бертоальд (ум. после 626)
- Теодорих (ум. после 743/744)
- Видукинд (ок. 755—810)
- Аббио (ум. ок. 811)

В 804 году Саксония была окончательно подчинена Карлом Великим и вошла в состав его империи.
Маркграфы Саксонии (Гаттониды)
- 838—840: Банцлейб (ум. после 840), граф Мэна 832, граф и маркграф Саксонии 838—840

Людольфинги
- ок. 850—864/866: Людольф (ок. 805—864/866), герцог в Восточной Саксонии с ок. 850
- 864/866—880: Бруно (ум. 880), герцог Саксонии с 864/866, сын предыдущего
- 880—912: Оттон I Сиятельный (ум. 912), герцог Саксонии с 880, граф Тюрингии с 908, брат предыдущего
- 912—936: Генрих I Птицелов (ок. 876—936), герцог Саксонии с 912, король Восточно-Франкского королевства с 919, сын предыдущего
- 936—961: Оттон II Великий (912—973), король Восточно-Франкского королевства (Оттон I) с 936, 1-й император Священной Римской империи (Оттон I) с 962, герцог Саксонии 936—961, сын предыдущего

В 953 году Оттон назначил своим наместником в Саксонии маркграфа Германа Биллунга, который постепенно усилил свою власть. Его часто называют герцогом Саксонии, однако в прижизненных документах он никогда герцогом не называется. Герцогом назван его сын, Бернхард I.
Биллунги
- 961—973: Герман (ок. 905/910 — 973), маркграф марки Биллунгов с 936, граф в Ветигау в 940, в Барденгау, Марштенгау и Тилитигау в 955, наместник короля в Саксонии с 953, герцог Саксонии с 961
- 973—1011: Бернхард I (ум. 1011), герцог Саксонии с 973, сын предыдущего
- 1011—1059: Бернхард II (после 990—1059), герцог Саксонии с 1011, сын предыдущего
- 1059—1072: Ордульф (ок. 1020—1072), герцог Саксонии с 1059, сын предыдущего
- 1072—1106: Магнус (ок. 1045—1106), герцог Саксонии с 1072, сын предыдущего

После смерти герцога Магнуса, оставившего только дочерей, император Генрих V передал титул герцога Саксонии графу Супплинбурга, обойдя мужей двух дочерей Магнуса.
Супплинбургская династия
- 1106—1137: Лотарь (1075—1137), германский король с 1125, император Священной Римской империи (Лотарь II) с 1133, герцог Саксонии с 1106, граф Суплинбурга

После смерти императора Лотаря его вдова передала Саксонию своему зятю — герцогу Баварии Генриху Гордому. Однако в 1138 году избранный королём Конрад III передал Саксонию маркграфу Альбрехту Медведю, однако удержать её Альбрехт не смог. В 1142 году Саксония была передана Генриху Льву, сыну Генриха Гордого.
Вельфы
- 1137—1139: Генрих II Гордый (ок. 1108—1139), герцог Баварии (Генрих X) с 1126, герцог Саксонии с 1137, маркграф Тосканы с 1137, внук Магнуса, герцога Саксонии, и зять императора Лотаря II

Аскании
- 1138—1142: Альбрехт Медведь (ок. 1100—1170), граф Балленштедта с 1123, маркграф Лужицкой марки 1123—1131, граф Веймар-Орламюнде с ок. 1134, маркграф Северной марки 1134—1157, маркграф Бранденбурга с 1137, герцог Саксонии 1138—1142

Вельфы
- 1142—1180: Генрих III Лев (1129—1195), герцог Саксонии 1142—1180, герцог Баварии (Генрих XII) 1156—1180, сын Генриха Гордого

В 1180 году император Фридрих I Барбаросса после подавления восстаний Генриха Льва разделил Саксонию на несколько княжеств. Название «герцогство Саксония» получили небольшие владения по правому берегу Нижней и Средней Эльбы, доставшаяся Бернхарду, графу Ангальта, одному из сыновей Альбрехта Медведя.

## Асканийские герцоги Саксонии
Аскании
- 1180—1212: Бернхард III (I) (1140—1212), граф Ангальта с 1170, герцог Саксонии с 1180
- 1212—1260: Альбрехт I (ум. 1260), герцог Саксонии с 1212, сын предыдущего
- 1260—1282: Иоганн I (1246—1286), герцог Саксонии 1260—1282 (совместно с братом Альбрехтом II), сын предыдущего
- 1260—1296: Альбрехт II (ок. 1250 — 1298), герцог Саксонии 1260—1296 (до 1282 совместно с братом Иоганном I, с 1282 совместно с племянниками, Альбрехтом III, Эриком I и Иоганном III), граф фон Брена с 1290, граф фон Гоммерн с 1295, герцог Саксен-Виттенберга с 1296, брат предыдущего
- 1282—1296: Иоганн II (ум. 1322), герцог Саксонии 1282—1296 (совместно с братьями и дядей Альбрехтом II), герцог Саксен-Лауэнбурга 1296—1303 (совместно с братьями), герцог Саксен-Лауэнбурга с 1303, герцог Бергедорфа 1303—1321, герцог Ратцебурга с 1308, сын Иоганна I
- 1282—1296: Альбрехт III (ум. 1308), герцог Саксонии 1282—1296 (совместно с братьями и дядей Альбрехтом II), герцог Саксен-Лауэнбурга с 1296 (совместно с братьями), сын Иоганна I
- 1282—1296: Эрих I (ум. 1359), герцог Саксонии 1282—1296 (совместно с братьями и дядей Альбрехтом II), герцог Саксен-Лауэнбурга 1296—1303 (совместно с братьями), сын Иоганна I

В результате нескольких разделов (1269, 1272 и 1282 годов) и окончательного раздела в 1296 году Саксония была разделена на два герцогства: Саксен-Виттенберг и Саксен-Лауэнбург. Их правители до 1356 года спорили за титул курфюрста Саксонии, когда он по Золотой булле императора Карла IV не был утверждён за герцогами Саксен-Виттенберга.

### Герцоги Саксен-Лауэнбурга

Герб герцогов Саксен-Лауэнбурга

Аскании, Саксен-Лауэнбургская линия
- 1296—1303: Иоганн II (ум. 1322), герцог Саксонии 1282—1296 (совместно с братьями и дядей Альбрехтом II), герцог Саксен-Лауэнбурга 1296—1303 (совместно с братьями), герцог Саксен-Мёльна 1303—1321, герцог Саксен-Бергедорф-Мёльна с 1321, сын Иоганна I
- 1296—1303: Альбрехт III (ум. 1308), герцог Саксонии 1282—1296 (совместно с братьями и дядей Альбрехтом II), герцог Саксен-Лауэнбурга 1296—1303 (совместно с братьями), герцог Саксен-Рацебурга с 1303, сын Иоганна I
- 1296—1330: Эрих I (ум. 1359), герцог Саксонии 1282—1296 (совместно с братьями и дядей Альбрехтом II), герцог Саксен-Лауэнбурга 1296—1303 (совместно с братьями), герцог Саксен-Лауэнбурга 1303—1321, герцог Бергедорфа 1303—1321, герцог Ратцебурга 1308—1321, герцог Саксен-Лауэнбург-Ратцебурга 1321—1338, сын Иоганна I

#### Герцоги Саксен-Бергедорф-Мёльна
Аскании, линия Саксен-Бергедорф-Мёльн
- 1303—1322: Иоганн II (ум. 1322), герцог Саксонии 1282—1296 (совместно с братьями и дядей Альбрехтом II), герцог Саксен-Лауэнбурга 1296—1303 (совместно с братьями), герцог Саксен-Мёльна 1303—1321, герцог Саксен-Бергедорф-Мёльна с 1321, сын Иоганна I
- 1322—1344: Альбрехт IV (1315—1344), герцог Саксен-Бергедорф-Мёльна с 1322, сын предыдущего
- 1344—1354/1356: Иоганн III (ум. 1354/1356), герцог Саксен-Бергедорф-Мёльна с 1344, сын предыдущего
- 1354/1356—1367: Альбрехт V (ум. 1367), герцог Саксен-Бергедорф-Мёльна с 1354/1356, брат предыдущего
- 1367—1401: Эрих III (ум. 1367), каноник, герцог Саксен-Бергедорф-Мёльна с 1367, брат предыдущего

После смерти бездетного Эриха III его владения перешли к герцогам Саксен-Лауэнбург-Ратцебурга.

#### Герцоги Саксен-Лауэнбург-Ратцебурга
Аскании, линия Саксен-Лауэнбург-Ратцебург
- 1303—1338: Эрих I (ум. 1359), герцог Саксонии 1282—1296 (совместно с братьями и дядей Альбрехтом II), герцог Саксен-Лауэнбурга 1296—1303 (совместно с братьями), герцог Саксен-Лауэнбурга 1303—1321, герцог Бергедорфа 1303—1321, герцог Ратцебурга 1308—1321, герцог Саксен-Лауэнбург-Ратцебурга 1321—1338, сын Иоганна I
- 1338—1368: Эрих II (ум. 1368), герцог Саксен-Лауэнбург-Ратцебурга с 1338, сын предыдущего
- 1368—1411: Эрих IV (1354—1411), герцог Саксен-Лауэнбург-Ратцебурга с 1368, герцог Саксен-Бергедорф-Мёльна с 1401, сын предыдущего

#### Герцоги Саксен-Лауэнбурга
Аскании, линия Саксен-Лауэнбург-Ратцебург
- 1411—1435: Эрих V (1354—1411), герцог Саксен-Лауэнбургский с 1411 (до 1414 совместно с братом Иоганном IV, с 1426 совместно с братом Бернхардом II), сын Эриха IV
- 1411—1414: Иоганн IV (ум. 1414), герцог Саксен-Лауэнбургский с 1411 (совместно с братом Эрихом V), сын Эриха IV
- 1426—1463: Бернхард II (1354—1411), герцог Саксен-Лауэнбургский с 1426 (до 1435 совместно с братом Эрихом V), сын Эриха IV
- 1463—1507: Иоганн V (1439—1507), герцог Саксен-Лауэнбургский с 1463, сын предыдущего
- 1507—1543: Магнус I (1488—1543), герцог Саксен-Лауэнбургский с 1507, сын предыдущего
- 1543—1571: Франц I (1510—1581), герцог Саксен-Лауэнбургский 1543—1571, 1573—1581, сын предыдущего
- 1571—1573: Магнус II (1443—1603), герцог Саксен-Лауэнбургский 1571—1573, сын предыдущего
- 1573—1581: Франц I (вторично)
- 1585—1619: Франц II (1547—1619), регент герцогства Саксен-Лауэнбург 1578—1581, администратор герцогства Саксен-Лауэнбург 1581—1585, герцог Саксен-Лауэнбургский с 1585, сын предыдущего
- 1619—1656: Август (1577—1656), герцог Саксен-Лауэнбургский с 1619, сын предыдущего
- 1656—1665: Юлий Генрих (1586—1665), герцог Саксен-Лауэнбургский с 1656, брат предыдущего
- 1665—1666: Франц Эрдман (1629—1666), герцог Саксен-Лауэнбургский с 1665, сын предыдущего
- 1666—1689: Юлий Франц (1641—1689), герцог Саксен-Лауэнбургский с 1666, брат предыдущего

После смерти в 1689 году герцога Юлия Франца, не оставившего сыновей, его две оставшиеся к тому времени в живых (из трёх) дочери — Анна Мария Франциска и Сибилла Августа — начали сражаться между собой за наследство. Этим воспользовался герцог Георг Вильгельм из входящего в состав соседнего Брауншвейг-Люнебурга княжества Люнебург-Целле, который оккупировал Саксен-Лауэнбург, воспрепятствовав восшествию на трон законной наследницы Анны Марии Франциски. В 1693 году его права были признаны королём Дании, а в 1728 году император Карл VI признал права на Саксен-Лауэнбург за Георгом II, королём Великобритании и курфюрстом Ганновера.
Вельфы, ветвь Брауншвейг-Люнебург-Целле
- 1689—1705: Георг Вильгельм (1624—1705), герцог Брауншвейг-Калленберга с 1648, герцог Брауншвейг-Люнебург-Целле с 1665, герцог Саксен-Лауэнбурга (де факто) с 1689

Вельфы, Ганноверская ветвь
- 1705—1727: Георг I Людвиг (1660—1727), курфюрст Ганновера с 1698, герцог Саксен-Лауэнбурга (де факто) с 1705, король Великобритании с 1714, зять предыдущего
- 1727—1760: Георг II Август (1683—1760), король Великобритании и курфюрст Ганновера с 1727, герцог Саксен-Лауэнбурга с 1727 (де юре с 1728), сын предыдущего
- 1760—1805: Георг III (1738—1820), король Великобритании и курфюрст Ганновера с 1760, герцог Саксен-Лауэнбурга 1760—1814, внук предыдущего

В 1803—1805 года Саксен-Лауэнбург был оккупирован Францией и до 1815 года герцогство фактически было упразднено, а за его территорию спорили Франция и Пруссия. После разгрома Франции в 1815 году Венский конгресс восстановил герцогство Саксен-Лауэнбург, которое стало членом Германского союза и в результате серии обменов вошло на правах личной унии в состав Дании.
Ольденбургская династия, Датская линия
- 1815—1839: Фридрих I (1768—1839), король Дании (Фредерик VI) с 1808, король Норвегии 1808—1814, герцог Шлезвига и Гольштейна с 1808, герцог Саксен-Люнебурга с 1815
- 1839—1848: Кристиан I (1786—1848), король Дании (Кристиан VIII) с 1839, король Норвегии 1814, герцог Шлезвига, Гольштейна и  Саксен-Люнебурга с 1839, сын предыдущего
- 1848—1863: Фридрих II (1808—1863), король Дании (Фредерик VII) с 1848, герцог Шлезвига, Гольштейна и  Саксен-Люнебурга с 1848, сын предыдущего

Ольденбургская династия, Глюксбургская линия
- 1863—1864: Кристиан II (1786—1848), король Дании (Кристиан IX) с 1863, герцог Саксен-Лауэнбурга 1863—1864

В 1864 году Саксен-Лауэнбург оккупирован Пруссией в ходе датско-прусской войны. В 1865 году герцогом Саксен-Лауэнбурга на правах личной унии стал король Пруссии.
Гогенцоллерны
- 1865—1876: Вильгельм I (1797—1888), король Пруссии с 1861, герцог Саксен-Лауэнбурга 1865—1876, император Германии с 1871

В 1876 году герцогство Саксен-Лауэнбург было расформировано, а его территория вошла в состав провинции Шлезвиг-Гольштейн в качестве района «Герцогство Лауэнбург».

### Герцоги Саксен-Виттенберга
Аскании, Саксен-Виттенбергская ветвь
- 1296—1298: Альбрехт II (ок. 1250 — 1298), герцог Саксонии 1260—1296 (до 1282 совместно с братом Иоганном I, с 1282 совместно с племянниками, Альбрехтом III, Эриком I и Иоганном III), граф фон Брена с 1290, граф фон Гоммерн с 1295, герцог Саксен-Виттенберга с 1296
- 1298—1356: Рудольф I (ум. 1356), герцог Саксен-Виттенберга с 1298, сын предыдущего

По Золотой булле императора Карла IV за герцогами Саксен-Виттенберга были утверждены права курфюрстов Саксонии.

## Курфюрсты Саксонии
Аскании, Саксен-Виттенбергская ветвь
- 1356—1370: Рудольф II (ум. 1370), герцог Саксен-Виттенберга с 1356, курфюрст Саксонии с 1356, сын Рудольфа I
- 1370—1388: Венцель (ум. 1388), герцог Саксен-Виттенберга и курфюрст Саксонии с 1370, брат предыдущего
- 1388—1419: Рудольф III (ум. 1419), герцог Саксен-Виттенберга и курфюрст Саксонии с 1388, сын предыдущего
- 1419—1422: Альбрехт III (ум. 1422), герцог Саксен-Виттенберга и курфюрст Саксонии с 1419, брат предыдущего

После смерти курфюрста Альбрехта III, не оставившего прямых наследников, император Сигизмунд передал в 1423 году вакантное герцогство и титул курфюрста Саксонии одному из своих сторонников, маркграфу Мейсена Фридриху IV.
Веттины
- 1423—1428: Фридрих I Воинственный (1370—1428), маркграф Мейсена (Фридрих IV) с 1407, герцог Саксен-Виттенберга и курфюрст Саксонии с 1423
- 1428—1464: Фридрих II Кроткий (1412—1464), маркграф Мейсена (Фридрих V) и курфюрст Саксонии с 1428, ландграф Тюрингии (Фридрих V) 1440—1445, сын предыдущего
- 1464—1486: Эрнст (1441—1486), курфюрст Саксонии с 1464, маркграф Мейсена (совместно с братом) 1464—1485, ландграф Тюрингии с 1482

В 1485 году Эрнст разделил владения с братом Альбрехтом. За Эрнестом, ставшим родоначальником Эрнестинской линии, сохранилась Тюрингия и титул курфюрста. За Альбрехтом, ставшим родоначальником Альбертинской линии — Мейсен.
Веттины, Эрнестинская линия
- 1486—1525: Фридрих III Мудрый (1463—1525), курфюрст Саксонии с 1486, сын Эрнста
- 1525—1532: Иоганн Твёрдый (1467—1532), курфюрст Саксонии с 1525, брат предыдущего
- 1532—1547: Иоганн Фридрих I Великодушный (1503—1554), курфюрст Саксонии 1532—1547, сын предыдущего

В 1547 году Иоганн Фридрих I был лишён владений, а титул был передан главе Альбертинской линии, герцогу Морицу. Его сын на короткое время, в 1554-56 гг., вернул себе титул курфюрста.
- 1554—1556: Иоганн Фридрих II Средний (1529—1595), курфюрст Саксонии 1554—1556, герцог Саксен-Готы 1554-1566, сын предыдущего

Веттины, Альбертинская линия
- 1547—1553: Мориц (1521—1553), герцог Саксонии с 1541, курфюрст Саксонии с 1547
- 1553—1586: Август (1526—1586), курфюрст Саксонии с 1553, брат предыдущего
- 1586—1591: Кристиан I (1560—1591), курфюрст Саксонии с 1586, сын предыдущего
- 1591—1611: Кристиан II (1583—1611), курфюрст Саксонии с 1591, сын предыдущего
- 1611—1656: Иоганн Георг I (1585—1656), курфюрст Саксонии с 1611, брат предыдущего
- 1656—1680: Иоганн Георг II (1613—1680), курфюрст Саксонии с 1656, сын предыдущего
- 1680—1691: Иоганн Георг III (1647—1691), курфюрст Саксонии с 1680, сын предыдущего
- 1691—1694: Иоганн Георг IV (1668—1694), курфюрст Саксонии с 1691, сын предыдущего
- 1694—1733: Фридрих Август I Сильный (1670—1733), курфюрст Саксонии с 1694, король Речи Посполитой (Август II) 1697—1704, 1709—1733, брат предыдущего
- 1733—1763: Фридрих Август II (1696—1763), курфюрст Саксонии с 1733, король Речи Посполитой (Август III) с 1733, сын предыдущего
- 1763—1763: Фридрих Кристиан (1722—1763), курфюрст Саксонии с 1763, сын предыдущего
- 1763—1806: Фридрих Август III (1750—1827), курфюрст Саксонии (Фридрих Август III) 1763—1806, король Саксонии (Фридрих Август I) с 1806, герцог Варшавский (Фридрих Август) 1807—1815, сын предыдущего

В 1806 году Священная Римская империя прекратила своё существование и титул курфюрста был упразднён. Взамен Фридрих Август III получил титул короля Саксонии.

### Герцоги Саксонии из Альбертинской линии
- 1486—1500: Альбрехт III Смелый (1443—1500), маркграф Мейсена (до 1485 совместно с братом) с 1464, герцог Саксонии с 1485, брат курфюрста Эрнста
- 1500—1539: Георг Бородатый (1471—1539), герцог Саксонии с 1485, сын предыдущего
- 1539—1541: Генрих Благочестивый (1473—1541), герцог Саксонии с 1539, брат предыдущего
- 1541—1553: Мориц (1521—1553), герцог Саксонии с 1541, курфюрст Саксонии с 1547, сын предыдущего

В 1547 году император Карл V передал Морицу титул курфюрста Саксонии.

## Короли Саксонии
- 1806—1827: Фридрих Август I (1750—1827), курфюрст Саксонии (Фридрих Август III) 1763—1806, король Саксонии (Фридрих Август I) с 1806, герцог Варшавский (Фридрих Август) 1807—1815
- 1827—1836: Антон Благосклонный (1755—1837), король Саксонии с 1827, брат предыдущего
- 1836—1854: Фридрих Август II (1797—1854), король Саксонии с 1836, племянник предыдущего, сын принца Максимилиана Саксонского
- 1854—1873: Иоганн (1801—1873), король Саксонии с 1854, брат предыдущего
- 1873—1902: Альберт (1828—1902), король Саксонии с 1873, сын предыдущего
- 1902—1904: Георг (1832—1904), король Саксонии с 1902, брат предыдущего
- 1904—1918: Фридрих Август III (1865—1932), король Саксонии 1904—1918, сын предыдущего

### Главы Саксонского дома
- 1918—1932: Фридрих Август III (1865—1932), король Саксонии 1904—1918, глава Саксонского дома с 1918
- 1932—1968: Фридрих Кристиан, маркграф Мейсена (1893—1968), глава Саксонского дома с 1932, сын предыдущего
- 1968—2012: Мария Эммануэль, маркграф Мейсена (1926—2012), глава Саксонского дома с 1968, сын предыдущего
- 2012: Альберт, маркграф Мейсена (1934—2012), глава Саксонского дома в 2012 (июль—октябрь)

## Правители Саксонских герцогств

### Герцоги Саксен-Веймар-Эйзенаха
- Карл-Август (1809—1828), с 1815 — великий герцог
- Карл-Фридрих (1828—1853)
- Карл-Александр (1853—1901)
- Вильгельм-Эрнест (1901—1918)

### ГерцогиСаксен-Вейсенфельса
- Август (13 августа 1614 — 4 июня 1680), администратор Магдебургского архиепископства 1638—1648, герцог Саксен-Вейсенфельса с 1656, сын курфюрста Саксонии Иоганна Георга I
- Иоганн Адольф I (2 ноября 1649 — 24 мая 1697), герцог Саксен-Вейсенфельса и граф Кверфурта с 1680, сын Августа
- Иоганн Георг (13 июля 1677 — 16 мая 1712), герцог Саксен-Вейсенфельса и граф Кверфурта с 1697, сын Иоганна Адольфа I
- Кристиан (23 февраля 1682 — 18 июня 1736), герцог Саксен-Вейсенфельса и граф Кверфурта с 1712, сын Иоганна Адольфа I
- Иоганн Адольф II (4 сентября 1685 — 16 мая 1746), герцог Саксен-Вейсенфельса и граф Кверфурта с 1736, сын Иоганна Адольфа I

### Герцоги Саксен-Вейсенфельс-Барби (младшая линия герцогов Саксен-Вейсенфельсских)
- Генрих (29 сентября 1657 — 16 февраля 1728), герцог Саксен-Вейсенфельс-Барби с 1680, сын герцога Августа Саксен-Вейсенфельского
- Георг Альбрехт (19 апреля 1695 — 12 июня 1739), герцог Саксен-Вейсенфельс-Барби с 1728, сын Генриха

### ГерцогиСаксен-Мерзебурга
- Кристиан I (27 октября 1615 — 18 октября 1691), герцог Саксен-Мерзебургский с 1657, сын курфюрста Саксонии Иоганна Георга I
- Кристиан II (19 ноября 1653 — 20 октября 1694), герцог Саксен-Мерзебургский с 1691, сын Кристиана I
- Кристиан III Мориц (7 ноября 1680 — 14 ноября 1694), герцог Саксен-Мерзебургский с 1694, сын Кристиана II
- Мориц Вильгельм (5 февраля 1688 — 21 апреля 1731), герцог Саксен-Мерзебургский с 1694, сын Кристиана II
- Генрих (2 сентября 1661 — 28 июля 1738), герцог Саксен-Мерзебург-Шпрембергский с 1691, герцог Саксен-Мерзебургский с 1731, сын Кристиана I

### Герцоги Саксен-Рёмхильда
- Генрих Саксен-Рёмхильдский (1650—1710)

### Герцоги Саксен-Эйзенберга
- Кристиан Саксен-Эйзенбергский (1653—1707)